# ميلز لان
ميلز لان (بالإنجليزية: Mills Lane)‏ (12 نوفمبر 1936 بسافانا في الولايات المتحدة - 6 ديسمبر 2022) هو محامي وممثل صوت وقاضي وملاكم أمريكي.

## روابط خارجية
- ميلز لان على موقع IMDb (الإنجليزية)
- ميلز لان على موقع قاعدة بيانات الفيلم (الإنجليزية)
- ميلز لان على موقع بوكس ريك (الإنجليزية) (registration required)
- ميلز لان على موقع قاعدة بيانات المصارعة على الإنترنت (الإنجليزية)
- ميلز لان على موقع قاعة جورجيا للمشاهير الرياضية (مؤرشف) (الإنجليزية)